# Bailliage de Chaumont-en-Bassigny

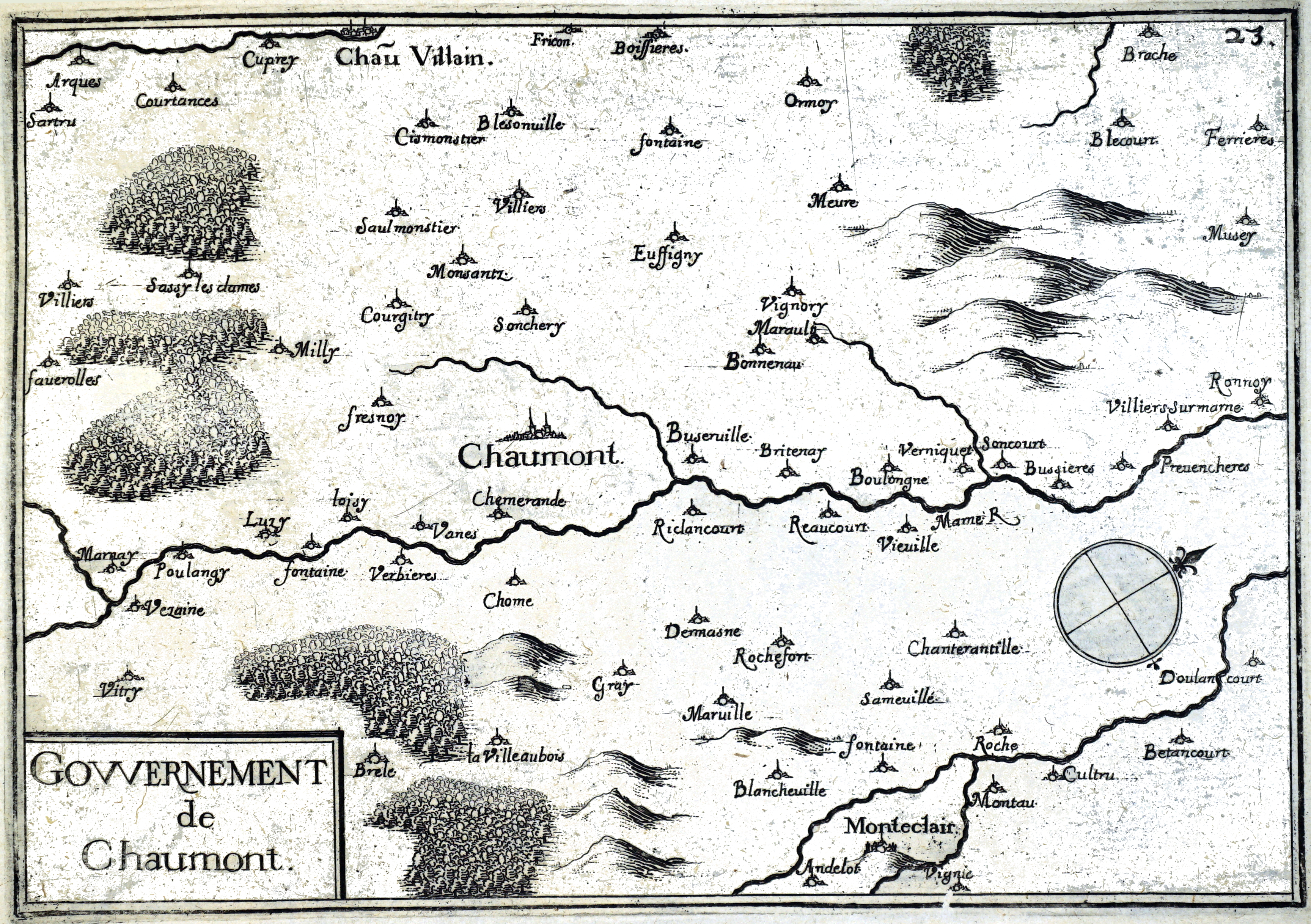
Carte du bailliage au XVIIe siècle. (Le sud géographique est à gauche, le nord géographique est à droite).

Le bailliage de Chaumont-en-Bassigny est une ancienne entité administrative du comté puis de la province de Champagne, ayant existé jusqu'à 1789.

## Géographie
Centré sur la ville de Chaumont, le Bailliage était géographiquement étendu. Dans l'actuel département de la Haute-Marne, il comprenait les prévôtés royales de Chaumont, Coiffy-le-Haut, Montigny-le-Roi, Nogent-le-Roi, Val-de-Rognon et Wassy, ainsi que les mairies royales de Bourdons-sur-Rognon, Lavilleneuve-au-roi et Serqueux. Hors de l'actuelle Haute-Marne, il comprenait les prévôtés de Bar-sur-Aube (Aube), Grand (Vosges) et Vaucouleurs (Meuse) ainsi que les justices seigneuriales proches de Troyes comme Bouy-Luxembourg, Piney ou Brienne-le-Château...

## Histoire
Attestés dès le XIIIe siècle, les bailliages sont cent dans le royaume de France vers 1600, puis environ 400 vers 1789 ; ils constituaient l'échelon juridictionnel moyen en dessous des parlements.
La création du bailliage de Langres en 1640 détache 68 paroisses du ressort de Chaumont.

## Liste de baillis
- 1227 : Etienne de Chaumont ;
- 1230 : Guillaume de Houssay[2] ;
- 1241 : Etienne de la Malmaison ;
- 1248 : Pierre de Courpalay[3] ;
- 1248 : Etienne de la Ferté[4] ;
- 1254 : Itier seigneur de Sonncon ;

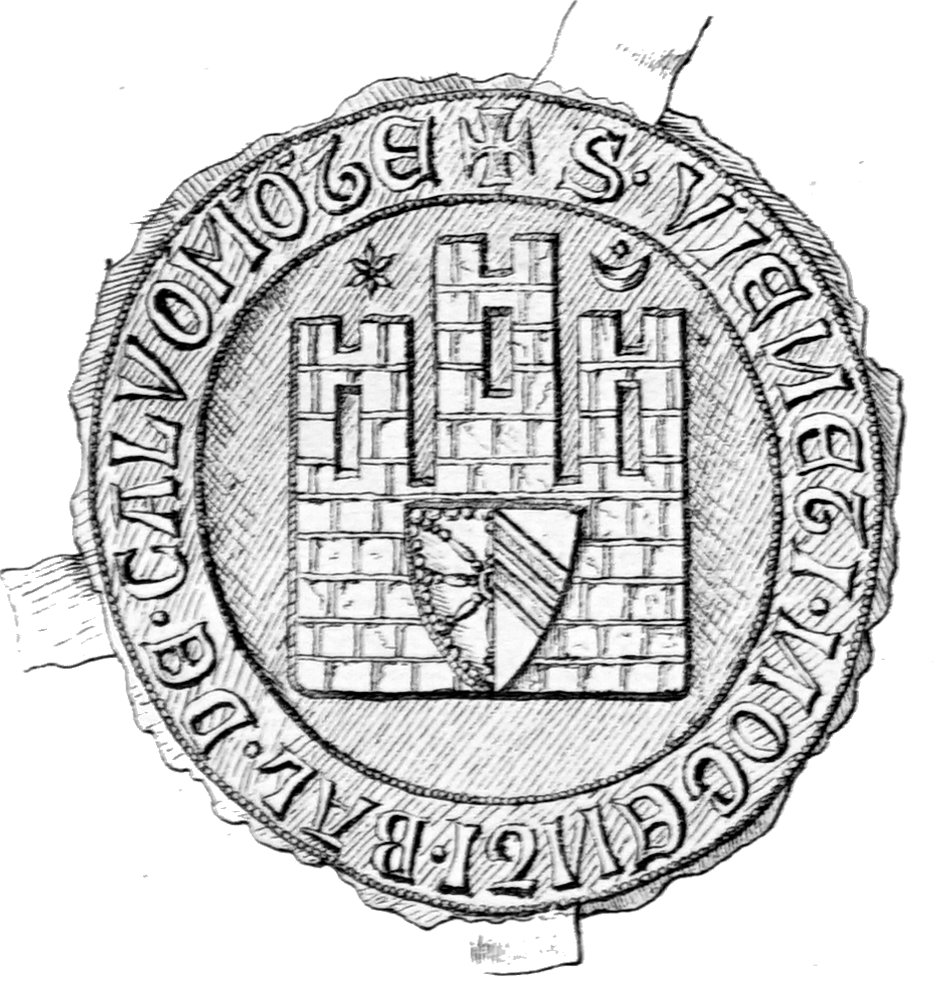
Sceau du bailly Vienot de Nogent.

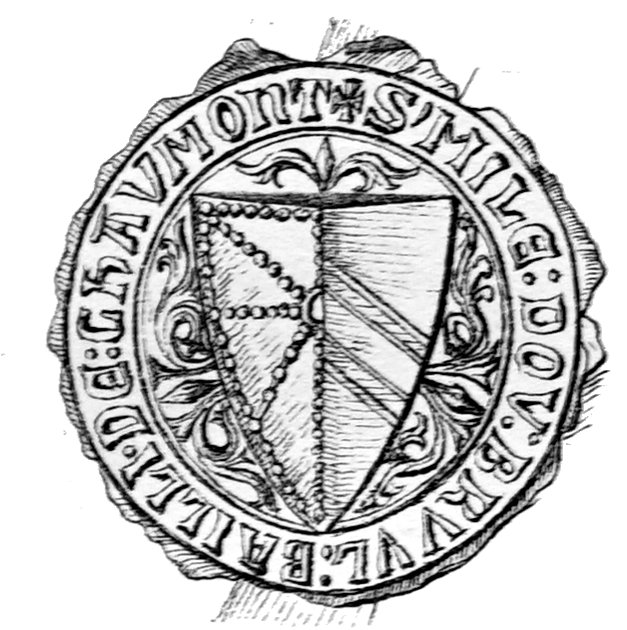
Celui de Milo de Breuil.

- 1254 : Vuitier le Fontu ou de Sontor ;
- 1256 - 1258 : Wiard de la Ferté-sur-Aube ;
- 1260 : Viennot de Nogent ;
- 1260 : Pierre Gaste Avoine ;
- 1262 : Viennot de Nogent ;
- 1265 : Pierre Gaste Avoine ;
- 1272 : Guiard de la Porte ;
- 1273 : Milon du Breuil ;
- 1274 : Gui de Maligny ;
- 1276 : Guiard de la Porte ;
- 1279 : Jean du Pré ;
- 1282 : Guillaume du Chatelet ;
- 1284 : Etienne de Lyon ;
- 1285 : Jean du Champ Rupin[5] ;
- 1287 : Guillaume de Hangest le jeune ;
- 1288 : Jean du Champ Rupin[6] ;
- 1290 : Guiard de la Porte[7] ;
- 1295 : Pierre, seigneur de Boucli et Mannencourt ;
- 1299 : Sauwale Vyom[8]
- 1300 : Gui, sire de Villars Monroyer ;
- 1303 : Pierre de Tiercelieu[9] ;
- 1308 : Jean de Vannoise ;
- 1309 : Gautier d'Arzillière ;
- 1312 : Henri de Clacy, seigneur de Vitry-la-Ville ;
- 1313 : Pierre de Tiercelieu[10] ;
- 1318 : Michel de Paris ;
- 1320 : Jean de Parcy ;
- 1322 : Michel de Paris[11] ;

...
- 1466 : Regnault du Chatelet, chambellan du Roi ;
- 1468 : Hardouin de la Taille, chambellan du ROi et du duc de Calabre ;
- 1470 : Regnault du Chatelet, chambellan du Roi ;
- 1471 - 1472 : Philibert du Chatelet, chambellan du Roi ;
- 1476 - 1491 : Jean de Baudricourt, maréchal de France :
- 1499 - 1505 : Jean d'Amboise baron de Bussy ;
- 1521 : Jacques d'Amboise ;
- 1531 : Gabriel, seigneur de Linhac ;
- 1538 - 1543 : Jean Sallart, seigneur de Bouron ;
- 1550 : Louis III de Clermont, maître d'Hôtel de François Ier ;
- 1551 - 1560 : Bernard de Brion, seigneur de Brantigny ;
- 1575 : Jean de Brion, fils du précédent ;
- 1577 : Bernard de Brion, seigneur de Brantigny ;
- 1589 - 1592 : Philippe d'Anglure seigneur de Guyonvelle, attaché à la Ligue tombe en disgrâce[12] ;
- 1594 - 1595 : Bernard de Brion, seigneur de Brantigny ;
- 1595 - 1596 : Louis de Clermont d'Amboise, marquis de Reynel ;
- 1615 - 1622 : Louis II de Clermont d'Amboise, marquis de Reynel ;
- 1656 : Cléradius de Clermont d'Amboise, marquis de Reynel ;
- 1657 : Louis III de Clermont d'Amboise, marquis de Reynel ;
- 1677 : Louis IV de Clermont d'Amboise, marquis de Reynel ;
- 1702 - 1761 : Jean Baptiste Louis de Clermont d'Amboise, marquis de Reynel[13] ;
- 1761 : Jean Baptiste Charles François de Clermont d'Amboise, marquis de Reynel ;
- 1768 : Gédéon Claude Le Petit de Lavaux, seigneur de Mathaux ;
- 1769-1789 : Galiot-Jean-Marie Mandat, baron de Nully.

## Sources
- Alphonse Roserot, Dictionnaire historique de la Champagne méridionale, Langres, 1945, pp 81 à 84.